# 施彭丁湖
53°38′34″N 12°6′3″E / 53.64278°N 12.10083°E
施彭丁湖（德語：Spendiner See），是德國的湖泊，位於該國東北部梅克倫堡-前波美拉尼亞州，由路德維希斯盧斯特-帕爾希姆縣負責管轄，長0.6公里、寬0.5公里，面積0.21平方公里，海拔高度47米，湖岸線長度2公里。